# Amálie Hilgertová
Pour les articles homonymes, voir Hilgertová.
Amálie Hilgertová, née le 4 septembre 1997, est une kayakiste tchèque. 

## Carrière
Amálie Hilgertová est médaillée de bronze aux Jeux olympiques de la jeunesse de 2014 à Nankin en kayak monoplace.
Elle obtient une médaille de bronze en kayak monoplace extrême aux Championnats du monde de slalom 2017 à Pau.
Le 1er juin 2019, elle remporte la médaille d'or en kayak monoplace lors des Championnats d'Europe de slalom 2019 à Pau.

## Palmarès

### Championnats du monde
- 2019 à La Seu d'Urgell
  -  Médaille d'or en K1 par équipe
- 2017 à Pau
  -  Médaille de bronze en Extrême K1

### Championnats d'Europe
- 2023 à Cracovie (partie des Jeux européens de 2023)
  -  Médaille d'argent en K1 par équipes
- 2020 à Prague
  -  Médaille de bronze en K1
- 2019 à Pau
  -  Médaille d'or en K1

### Jeux olympiques de la jeunesse
- 2014 à Nankin
  -  Médaille d'or en K1